# チョコレート♪キッス
『チョコレート♪キッス』は、2002年2月14日にデジキューブから発売されたPlayStation用恋愛アドベンチャーゲームである。声優は「LaLa♪Lu」というユニットのメンバーがCVやキャラクターソングを担当している。

## 概要
プレイヤーは、主人公・有崎尚斗となり、女子校に編入する1月15日から女子校を去る2月14日のバレンタインデーまでの1カ月間を過ごすこととなる。 
尚斗は、この女子校内でさまざまな女性たちとの出会いを繰り返し、コミュニケーションを図りながら、学校を去るまでに仲良くなった女性からチョコレートをもらうことが、ゲームの目的である。

## ストーリー
主人公・有崎尚斗は男子校に通う高校2年生。 彼が通う学校のオンボロ校舎は、30年ぶりだという大雪に見舞われ大破してしまう。
校舎が直るまでの約1カ月の間、尚斗たちは、近所の女子高で学園生活を送ることになる。

## 登場人物
有崎 尚斗（ありさき なおと）
主人公。
椎名 麻里絵（しいな まりえ）
声：大塚麻恵
尚斗の幼馴染で、彼をお兄ちゃんとして慕う。明るく社交的で、誰からも好かれる性格。子供の頃はもう一人の幼馴染「みちろー」と3人で、いつも一緒に遊んでいた。
九条 弥生（くじょう やよい）
声：木村郁絵
勝気で行動力もあるバンド娘。17代続く華道の家元の娘であり、家を継ぐことを期待されていたが、生き物である花を作品として扱う事に嫌悪感がある。ロックに心を打たれて音楽の道に進もうとし、両親と喧嘩して友人の家に居候中。
九条 御子（くじょう みこ）
声：新谷さや香
弥生の妹。気弱ではっきりと物事を言い出せない、弥生とは正反対の性格。愛らしい容姿と、生け花の高い腕前から、華道界の頂点に昇りつめると評されている。花が大好きで、校内の小さな温室で世話をしている。華道の家元を継ぐ予定だが、ある問題に頭を悩ませている。
天野 安寿（あまの あんじゅ）
声：みなのふうこ
自称天使の高校生。「他人を幸福にする使命を受けて、天界から降りてきた」らしい。アンジュはフランス語で天使の意味。
橘 夏樹（たちばな なつき）
声：Hinano
175cmの長身と端正な顔立ちで、所属の演劇部では男役の主演を担当する。ファンクラブがあるほどの人気を誇る。ヒーロー的な役を演じているが本人は自分の事を演劇に向いていると思っていない。趣味は読書。
入谷 結花（いりたに ゆか）
声：伊藤あすか
夏樹の大ファンで、彼女の親衛隊長を自認する1年生。裏方として演劇部を支え、学業成績は6年間学年トップを誇る有能な人物。見た目は小柄で可愛らしい容姿だが、性格はかなり突飛で思い込みが激しく、見た目からは想像できないような行動力を持つ。
一ノ瀬 紗智（いちのせ さち）
声：宮西乃愛
麻里絵の中学時代からの親友。おっとりしている麻里絵と全く逆の性格で、うるさいぐらい活発。男勝りで、空手2段の腕前を持つ。インターネット部の副部長。麻里絵に男を紹介したり、尚斗とくっ付けようと画策し、困らせる。
香月 冴子（こうづき さえこ）
声：Aina
写真部所属の3年生。みんなから「冴子先輩」と慕われている。卒業を目前にしながら、いつもカメラを持ち歩いている。被写体として尚斗に興味があるようだ。
藤本 綺羅（ふじもと きら）
声：桜井紗良
クラスの担任教師。優しく面倒見が良いところが全校生徒に人気で、慕われている。幼年部から大学まで校内で育ち、そのまま教員になった為、同年代の男性と接した経験が無い。外見は清楚でお嬢様風の容姿だが、サディスティックな面があり、尚斗の困った顔を見るのが趣味。面倒を押し付けては反応を楽しんでいる。
宮坂 幸二（みやさか こうじ）
声：石田彰
主人公の同級生かつ悪友。学校内のさまざまな情報に詳しく、チョコパンと引き換えに情報を提供する。言動と行動は変質者そのもの。しかし、基本的に悪い人間ではない。

## 主題歌
全作詞・作曲：浅田優美 / 全編曲：幡手康隆 / 歌：LaLa♪Lu
オープニングテーマ「YOU&I〜これがいいんじゃない？〜」
エンディングテーマ「MY ALL〜小さな手紙を添えて〜」

## 関連書籍
- チョコレート♪キッス ビジュアルガイドブック CHARM（デジキューブ）ISBN 4-88787-024-8